# Асгард
По Нордиској митологији, Асгард (СтароНор. Ásgarðr) je један од девет светова и дом Есир племена богова. Окружен је недовршеним зидом  који се приписује Јутунском јахању пастува Свадилфари, према Гилфагинингу. Один и његова супруга Фриг, су владари Асгарда.
Један од познатих подручја Асгарда је Валхала, одакле Один влада.